# Eleição presidencial no Nepal em 2023
Eleições presidenciais indiretas foram realizadas no Nepal em 9 de março de 2023. Foi a quarta eleição presidencial da história do Nepal, para eleger o terceiro presidente do país desde a abolição da monarquia. Ram Chandra Poudel foi eleito presidente pelos legisladores federais e provinciais, com uma pontuação de 33.802 votos, contra 15.518 de Subas Nembang. Ele toma posse em 13 de março.
O mandato da presidente em exercício, Bidya Devi Bhandari, eleita pela primeira vez em 2015, expiraria em 13 de março de 2023. Ela tinha mandato limitado e não podia buscar a reeleição.

## Processo eleitoral
O Presidente do Nepal é eleito pela maioria dos votos de todos os membros dos colégios eleitorais. Se nenhum candidato for eleito, realiza-se um segundo turno entre os dois candidatos mais votados do primeiro turno, com a mesma maioria. Como este último é do total de votos incluindo os brancos e nulos e as abstenções, é possível que nenhum candidato seja eleito no primeiro e segundo turnos. Um terceiro pode então ser realizado com os mesmos candidatos que no segundo. O candidato com a maioria dos votos válidos é então eleito presidente.